# Luca Curatoli
Lucca Curatoli (Nàpols, 25 de juliol de 1994) és un esportista italià que competeix en esgrima, especialista en la modalitat de sabre.
Ha participat en els Jocs Olímpics de Tòquio 2020, obtenint una medalla de plata en la prova de sabre per equips (juntament amb Enrico Berrè, Aldo Montano i Luigi Samele).
Ha guanyat sis medalles (una d'or) en el Campionat Mundial d'Esgrima entre els anys 2015 i 2022, i vuit medalles en el Campionat d'Europa d'esgrima entre els anys 2015 i 2023.

## Palmarès internacional
| Jocs Olímpics      | Jocs Olímpics           | Jocs Olímpics | Jocs Olímpics    |
| Any                | Lloc                    | Medalla       | Prova            |
| ------------------ | ----------------------- | ------------- | ---------------- |
| 2020               | Tòquio ( Japó)          | 2             | Sabre per equips |
| Campionat del món  |                         |               |                  |
| Any                | Lloc                    | Medalla       | Prova            |
| 2015               | Moscou ( Rússia)        | 1             | Sabre per equips |
| 2017               | Leipzig ( Alemanya)     | 3             | Sabre per equips |
| 2018               | Wuxi ( R.P. de la Xina) | 2             | Sabre per equips |
| 2019               | Budapest ( Hongria)     | 3             | Sabre individual |
| 2019               | Budapest ( Hongria)     | 3             | Sabre per equips |
| 2022               | Caire ( Egipte)         | 3             | Sabre per equips |
| Campionat d'Europa |                         |               |                  |
| Any                | Lloc                    | Medalla       | Prova            |
| 2015               | Montreux ( Suïssa)      | 2             | Sabre per equips |
| 2016               | Toruń ( Polònia)        | 2             | Sabre per equips |
| 2017               | Tbilisi ( Geòrgia)      | 2             | Sabre per equips |
| 2017               | Tbilisi ( Geòrgia)      | 3             | Sabre individual |
| 2018               | Novi Sad ( Sèrbia)      | 2             | Sabre per equips |
| 2019               | Düsseldorf ( Alemanya)  | 3             | Sabre per equips |
| 2022               | Antalya ( Turquia)      | 2             | Sabre individual |
| 2023               | Cracòvia ( Polònia)     | 2             | Sabre per equips |